# Deadly Groundz
Deadly Groundz — перший і останній студійний альбом американського реп-гурту 5th Ward Juvenilez, виданий 20 червня 1995 р. лейблами Rap-A-Lot Records та Underground Records. Дистриб'ютор: Noo Trybe Records. На «G-Groove» зняли відеокліп.
Виконавчі продюсери: Джеймс Сміт, Дьюї Форкер. Дизайн: The Sketchbook. Фото: Двайт. Мастеринг: Джон Моранц. Звукорежисер, зведення, мастеринг: Майк Дін.

## Список пісень
1. «5th Ward Juvenilez» — 3:00
2. «Gangsta n My Hood» — 3:45
3. «G-Groove» — 4:58
4. «No Conscious» — 3:39
5. «G-ing n tha Nickel» — 4:29
6. «Kar Phreak» — 3:30
7. «Mr. Slimm» — 3:49
8. «Deadly Groundz» — 4:29
9. «Busta Azz Niggaz» — 5:25
10. «Menace» — 3:48
11. «Bad Newz» — 4:47
12. «Not 2 Young» — 3:05
13. «Nut Check» (з участю E-Rock, Gotti, Kaos та 007) — 6:01
14. «Ghetto Talez» — 3:41
15. «Gotsta Get Paid» — 2:42

## Семпли
Bad Newz
- «I'm Glad You're Mine» у вик. Ела Ґріна

G-Groove
- «Mysterious Vibes» у вик. The Blackbyrds

Kar Phreak
- «(Not Just) Knee Deep» у вик. Funkadelic

## Чартові позиції
| Чарт (1995)               | Найвища позиція |
| ------------------------- | --------------- |
| US Billboard 200          | 200             |
| US Top Heatseekers        | 9               |
| US Top R&B/Hip-Hop Albums | 28              |